# Filmografia de Tom Hanks

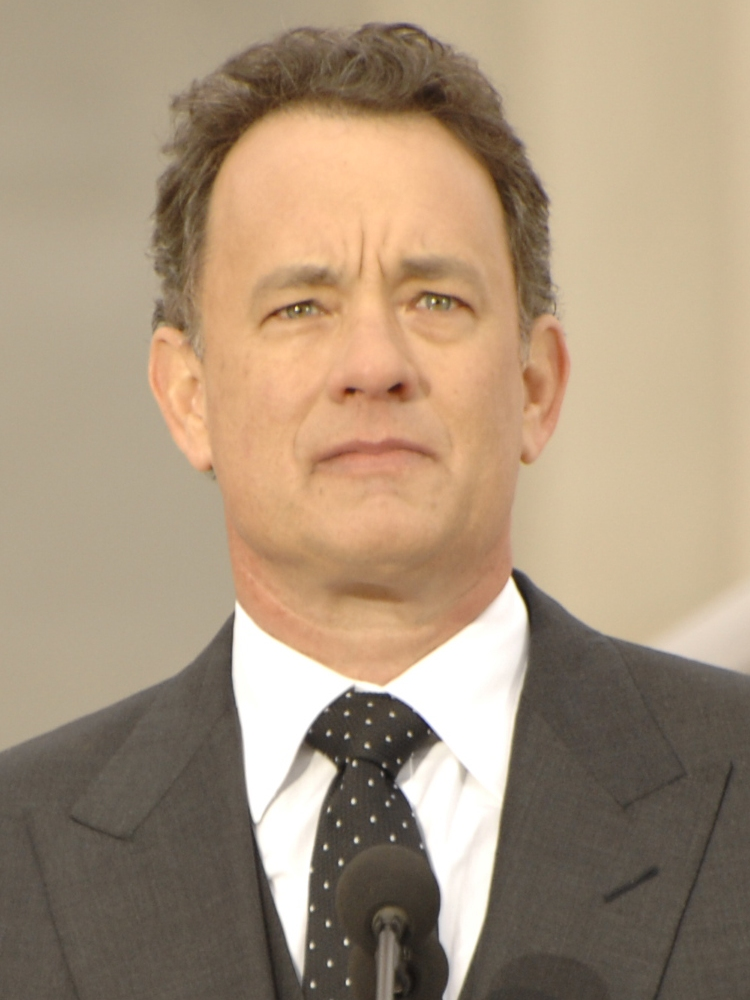
O ator e produtor Tom Hanks durante o concerto We are One, janeiro de 2009.

Tom Hanks é um ator e produtor estadunidense que possui uma extensa carreira em cinema, televisão e teatro. Hanks estreou profissionalmente na peça The Taming of the Shrew em 1977. Sua estreia no cinema se deu através de um papel secundário no filme de terror He Knows You're Alone, de 1980. No mesmo ano, Hanks fez uma participação na série televisiva Bosom Buddies; a atuação lhe proporcionaria inúmeros outros trabalhos televisão, como na série Happy Days. No início da década de 1980, Hanks ganhou notoriedade por tais aparições na televisão e foi convidado pelo diretor Ron Howard para estrelar Splash em 1984, seguido por outros sucessos de crítica como Nothing in Common (1986) e Dragnet (1987) antes de atuar em Big (1988). Por sua performance em Big, Hanks foi indicado ao Óscar de Melhor Ator.
Em 1993 dividiu a cena com Meg Ryan na comédia romântica Sleepless in Seattle, de Nora Ephron. No mesmo ano, atuou no memorável Philadelphia, interpretando um advogado homossexual acometido de AIDS. Por sua performance neste último, Hanks recebeu seu primeiro Óscar de Melhor Ator. Por seu trabalho no igualmente significante Forrest Gump (1994), Hanks recebeu um consecutivo Óscar de Melhor Ator, tornando-se o primeiro desde Spencer Tracy a conseguir tal feito. Em 1995, Hanks interpretou o astronauta Jim Lovell em Apollo 13 e deu voz ao Xerife Woody na animação Toy Story, sendo ambos os filmes considerados sucessos comerciais e de crítica. 
Em 2006, Hanks interpretou Robert Langdon na adaptação cinematográfica de The Da Vinci Code, um best-seller do autor americano Dan Brown. Dois anos mais tarde, produziu a comédia musical Mamma Mia!, baseada no musical homônimo e a minissérie John Adams. Em 2010, retomou seu papel como Xerife Woody em Toy Story 3 e co-produziu a série The Pacific. Em 2011, dirigiu a comédia romântica Larry Crowne e ano seguinte atuou em Cloud Atlas, contracenando com Halle Berry.

## Filmografia

### Cinema
| Ano  | Filme                                          | Título no Brasil                            | Título em Portugal                     | Papel | Papel    | Papel | Papel                       |
| Ano  | Filme                                          | Título no Brasil                            | Título em Portugal                     | Ator  | Produtor | Outro | Papel                       |
| ---- | ---------------------------------------------- | ------------------------------------------- | -------------------------------------- | ----- | -------- | ----- | --------------------------- |
| 1980 | He Knows You're Alone                          | Trilha de Corpos / Noivas em Perigo (video) | Ele Sabe que Estás Só                  | Sim   |          |       | Elliot                      |
| 1984 | Splash                                         | Splash - Uma Sereia em Minha Vida           |                                        | Sim   |          |       | Allen Bauer                 |
| 1984 | Bachelor Party                                 | A Última Festa de Solteiro                  |                                        | Sim   |          |       | Rick Gassko                 |
| 1985 | The Man with One Red Shoe                      | O Homem do Sapato Vermelho                  | O Espião do Sapato Vermelho            | Sim   |          |       | Richard Harlan Drew         |
| 1985 | Volunteers                                     | Voluntários da Fuzarca                      |                                        | Sim   |          |       | Lawrence Whatley Bourne III |
| 1986 | The Money Pit                                  | Um Dia a Casa Cai                           |                                        | Sim   |          |       | Walter Fielding, Jr.        |
| 1986 | Nothing in Common                              | Nada em Comum                               | Nada em Comum                          | Sim   |          |       | David Basner                |
| 1986 | Every Time We Say Goodbye                      | É Difícil Dizer Adeus                       |                                        | Sim   |          |       | David Bradley               |
| 1987 | Dragnet                                        | Dragnet: Desafiando o Perigo                |                                        | Sim   |          |       | Det. Pep Streebek           |
| 1988 | Big                                            | Quero Ser Grande                            | Big                                    | Sim   |          |       | Josh Baskin                 |
| 1988 | Punchline                                      | Palco de Ilusões                            |                                        | Sim   |          |       | Steven Gold                 |
| 1989 | The 'Burbs                                     | Meus Vizinhos são um Terror                 |                                        | Sim   |          |       | Ray Peterson                |
| 1989 | Turner & Hooch                                 | Uma Dupla Quase Perfeita                    |                                        | Sim   |          |       | Detetive Scott Turner       |
| 1990 | Joe Versus the Volcano                         | Joe Contra o Vulcão                         |                                        | Sim   |          |       | Joe Banks                   |
| 1990 | The Bonfire of the Vanities                    | A Fogueira das Vaidades                     |                                        | Sim   |          |       | Sherman McCoy               |
| 1992 | Radio Flyer                                    | Radio Flyer                                 |                                        | Sim   |          | Sim   | Mike / Narrador             |
| 1992 | A League of Their Own                          | Uma Equipe Muito Especial                   |                                        | Sim   |          |       | Jimmy Dugan                 |
| 1993 | Sleepless in Seattle                           | Sintonia de Amor                            |                                        | Sim   |          |       | Sam Baldwin                 |
| 1993 | Philadelphia                                   | Filadélfia                                  |                                        | Sim   |          |       | Andrew Beckett              |
| 1994 | Forrest Gump                                   | Forrent Gump: O Contador de Histórias       | Forrest Gump                           | Sim   |          |       | Forrest Gump                |
| 1995 | Apollo 13                                      | Apolo 13                                    |                                        | Sim   |          |       | James Lovell                |
| 1995 | Toy Story                                      | Toy Story - Um Mundo de Aventuras           | Toy Story - Os Rivais                  | Sim   |          |       | Xerife Woody                |
| 1996 | That Thing You Do!                             | The Wonders - O Sonho Não Acabou            |                                        | Sim   |          | Sim   | Mr. White                   |
| 1998 | Saving Private Ryan                            | O Resgate do Soldado Ryan                   |                                        | Sim   |          |       | Capitão John H. Miller      |
| 1998 | You've Got Mail                                | Mens@gem Para Você                          |                                        | Sim   |          |       | Joe Fox                     |
| 1999 | Toy Story 2                                    | Toy Story 2                                 |                                        | Sim   |          |       | Xerife Woody                |
| 1999 | The Green Mile                                 | À Espera de um Milagre                      |                                        | Sim   |          |       | Paul Edgecomb               |
| 2000 | Cast Away                                      | Náufrago                                    |                                        | Sim   | Sim      |       | Chuck Noland                |
| 2002 | My Big Fat Greek Wedding                       | Casamento Grego                             |                                        |       | Sim      |       |                             |
| 2002 | Road to Perdition                              | Estrada para Perdição                       |                                        | Sim   |          |       | Michael Sullivan, Sr.       |
| 2002 | Catch Me If You Can                            | Prenda-me se For Capaz                      | Apanha-me se Puderes                   | Sim   |          |       | Agente Carl Hanratty        |
| 2004 | The Ladykillers                                | Matadores de Velhinha                       |                                        | Sim   |          |       | Professor G.H. Dorr         |
| 2004 | Connie and Carla                               | Connie e Carla - As Rainhas da Noite        |                                        |       | Sim      |       |                             |
| 2004 | The Terminal                                   | O Terminal                                  |                                        | Sim   |          |       |                             |
| 2004 | Elvis Has Left the Building                    | Elvis Ainda Não Morreu                      |                                        | Sim   |          |       | Participação especial       |
| 2004 | The Polar Express                              | O Expresso Polar                            | Polar Express                          | Sim   | Sim      |       | O Condutor / O Vagabundo    |
| 2005 | Magnificent Desolation: Walking on the Moon 3D |                                             |                                        |       | Sim      | Sim   | Narrador                    |
| 2006 | The Da Vinci Code                              | o Código Da Vinci                           |                                        | Sim   |          |       | Professor Robert Langdon    |
| 2006 | The Ant Bully                                  | Lucas - Um Intruso No Formigueiro           |                                        |       | Sim      |       | —                           |
| 2006 | Starter for 10                                 | Garoto Nota 10                              |                                        |       | Sim      |       | —                           |
| 2007 | Evan Almighty                                  | A Volta do Todo Poderoso                    |                                        |       | Sim      |       | —                           |
| 2007 | Charlie Wilson's War                           | Jogos do Poder                              |                                        | Sim   | Sim      |       | Charlie Wilson              |
| 2007 | The Simpsons Movie                             | Os Simpsons: O Filme                        |                                        | Sim   |          |       | Participação especial       |
| 2008 | Mamma Mia!                                     | Mamma Mia!                                  |                                        |       | Sim      |       |                             |
| 2008 | City of Ember                                  | Cidade das Sombras                          |                                        |       | Sim      |       |                             |
| 2009 | The Great Buck Howard                          |                                             |                                        | Sim   | Sim      |       | Sr. Gable                   |
| 2009 | My Life in Ruins                               |                                             |                                        |       | Sim      |       | —                           |
| 2009 | Angels & Demons                                | Anjos e Demônios                            |                                        | Sim   |          |       | Professor Robert Langdon    |
| 2009 | Where the Wild Things Are                      |                                             |                                        |       | Sim      |       |                             |
| 2009 | Beyond All Boundaries                          |                                             |                                        |       | Sim      | Sim   | Narrador                    |
| 2010 | Toy Story 3                                    | Toy Story 3                                 |                                        | Sim   |          |       | Xerife Woody                |
| 2011 | Hawaiian Vacation                              |                                             |                                        | Sim   |          |       | Xerife Woody                |
| 2011 | Larry Crowne                                   |                                             |                                        | Sim   | Sim      |       | Larry Crowne                |
| 2011 | Small Fry                                      |                                             |                                        | Sim   |          |       | Xerife Woody                |
| 2011 | Extremely Loud and Incredibly Close            | Tão Forte e Tão Perto                       | Extremamente Alto, Incrivelmente Perto | Sim   |          |       | Thomas Schell Jr.           |
| 2012 | Cloud Atlas                                    |                                             |                                        | Sim   |          |       | Dr. Henry Goose             |
| 2012 | Partysaurus Rex                                | Festassauro Rex                             |                                        | Sim   |          |       | Xerife Woody                |
| 2013 | Parkland                                       |                                             |                                        |       | Sim      |       |                             |
| 2013 | Captain Phillips                               |                                             |                                        | Sim   |          |       | Capitão Richard Phillips    |
| 2013 | Saving Mr. Banks                               | Walt nos Bastidores de Mary Poppins         | Ao Encontro de Mr. Banks               | Sim   |          |       | Walt Disney                 |
| 2015 | Bridge of Spies                                |                                             |                                        | Sim   |          |       | James B. Donovan            |
| 2015 | Ithaca                                         |                                             |                                        | Sim   | Sim      |       | Sr. Macauley                |
| 2016 | A Hologram for the King                        |                                             |                                        | Sim   |          |       | Alan Clay                   |
| 2016 | My Big Fat Greek Wedding 2                     | Casamento Grego 2                           |                                        |       | Sim      |       |                             |
| 2016 | Inferno                                        | Inferno                                     | Inferno                                | Sim   |          |       | Professor Robert Langdon    |
| 2019 | A Beutiful Day in the Neighborhood             | Um Lindo Dia na Vizinhança                  | Um Amigo Extraordinário                | Sim   |          |       | Mr. Rogers                  |
| 2020 | Greyhound                                      | Greyhound: Na Mira do Inimigo               | Missão Greyhound                       | Sim   |          | Sim   | Capitão Ernest Krause       |

### Televisão
| Ano       | Título                     | Papel | Papel    | Papel | Papel                 |
| Ano       | Título                     | Ator  | Produtor | Outro | Papel                 |
| --------- | -------------------------- | ----- | -------- | ----- | --------------------- |
| 1980      | The Love Boat              | Sim   |          |       | Rick Martin           |
| 1980-1982 | Bosom Buddies              | Sim   |          |       | Kip / Buffy Wilson    |
| 1982      | Mazes and Monsters         | Sim   |          |       | Robbie Wheeling       |
| 1982      | Taxi                       | Sim   |          |       | Gordon                |
| 1982      | Happy Days                 | Sim   |          |       | Dr. Dwayne Twitchell  |
| 1983-1984 | Family Ties                | Sim   |          |       | Ned Donnelly          |
| 1993      | Fallen Angels              | Sim   |          | Sim   | Garoto Confuso        |
| 1998      | From the Earth to the Moon | Sim   | Sim      |       | Jean-Luc Despont      |
| 2001      | Band of Brothers           | Sim   | Sim      |       | Oficial britânico     |
| 2006-2011 | Big Love                   |       | Sim      |       |                       |
| 2010      | The Pacific                |       | Sim      | Sim   | Narrador              |
| 2011      | 30 Rock                    | Sim   |          |       | Participação especial |
| 2013      | Killing Lincoln            |       |          | Sim   | Narrador              |
| 2013      | Toy Story of Terror!       | Sim   |          |       | Xerife Woody          |
| 2014      | Olive Kitteridge           |       | Sim      |       |                       |
| 2014      | Toy Story That Time Forgot | Sim   |          |       | Xerife Woody          |